# Poul Nilsson
 Ikke at forveksle med Poul Nielson.
Poul Nilsson (født 30. oktober 1901 i København, død 6. november 1987) var en dansk politiker.
Han var søn af murerarbejdsmand Jens Nilsson og hustru Kristine født Håkanson, gennemførte folkeskolen og kom på Esbjerg Arbejderhøjskole 1921-22. Han deltog siden i flere højskolekurser og i 1941 i et kursus på Aarhus Universitet. Han blev udlært som cigarsorterer 1920 og arbejdede dernæst som cigarsorterer i København, Viborg og Nykøbing Mors, og siden 1929 i Holstebro, hvor han var tillidsmand hos firmaet R. Færch fra 1930 til 1957.
Nilsson var formand for Arbejdernes Fællesorganisation i Holstebro fra 1931 til 1958, formand for den socialdemokratiske presse i Ringkøbing Amt fra 1951 og for Amts-Bladet i Ringkøbing Amt samt medlem af Socialdemokratiets hovedbestyrelse fra 1945 til 1953, og hans politiske karriere begyndte, da han blev medlem af Holstebro Byråd i 1946. 1946-47 var han desuden midlertidigt medlem af Folketinget og tilsvarende midlertidigt medlem af Landstinget 1952-53. I 1957 blev han valgt til medlem af Folketinget i Ringkøbing Amtskreds, og han var på tinge til 1971. Her var han medlem af Finansudvalget fra 1964 til 1971 og medlem af den socialdemokratiske gruppebestyrelse 1966-68. Nilsson var formand for Hjemmeværnets Region II 1949-62, og han bar Hjemmeværnets Fortjensttegn.
Han blev gift 1925 med Marie Henriette Vilhelmine Møller (født 8. september 1898, død ?), datter af smed Kristian Møller og hustru Marie Henriette Vilhelmine født Person. 